# Alejandro Martinuccio
Alejandro Hernán Martinuccio, mais conhecido como Alejandro Martinuccio, ou simplesmente Martinuccio (Buenos Aires, 16 de dezembro de 1987), é um futebolista argentino que atua como meia e atacante. Atualmente está sem clube.

## Carreira

### Nueva Chicago
Martinuccio iniciou sua carreira nas divisões de base do River Plate, mas estreou profissionalmente com a camisa do Nueva Chicago. Fez sua estreia na temporada 2007–08, onde jogou 8 jogos sem fazer gols. Na temporada 2008–09, conseguiu fazer nos nove jogos disputados a marca de nove gols.
Com este grande aproveitamento, Martinuccio despertou interesse de grandes clubes da Argentina e da América do Sul, entre eles o Peñarol.

### Peñarol

#### 2009–10
Em 2009, Martinuccio foi contratado pelo Peñarol, por um pouco menos de 1 milhão de reais, onde assinou um contrato até agosto de 2010. Estreou em 23 de agosto de 2009 contra o Montevideo Wanderers, e marcou seu primeiro gol contra o Central Español, jogando 32 partidas e marcando 8 gols na temporada 2009–10. Logo em seu primeiro ano no Peñarol, ganhou o Campeonato Uruguaio de 2009–10.

#### 2010–11
A temporada 2010–11 foi uma de suas melhores. Mesmo sem uma boa média de gols pelo Campeonato Uruguaio, foi o melhor da competição, terminando com 23 jogos e 6 gols e levando o Peñarol a Copa Libertadores da América de 2011. Foi o grande destaque no Peñarol em 2011, considerado o segundo melhor jogador da Libertadores de 2011, atrás apenas de Neymar. Marcou um gol decisivo contra o Internacional, no Estádio Beira-Rio, em jogo que terminou 2 a 1 para o Peñarol, classificado às quartas-de-final contra o Universidad Católica, onde marcou seu segundo gol na competição. Na final, contra o Santos, após um 0 a 0 no Estádio Centenário, o Peñarol foi derrotado no Estádio do Pacaembu, com grande atuação de Neymar, Elano, Danilo e Paulo Henrique Ganso. Os gols foram de Neymar e Danilo para o Santos, e Martinuccio descontou para os uruguaios, apesar de a bola ter sido tocada para as redes por Durval e o gol ter sido considerado gol contra. Nas duas partidas, o meia argentino foi anulado pelo volante Adriano, do Peixe, outra peça fundamental para o sucesso santista.

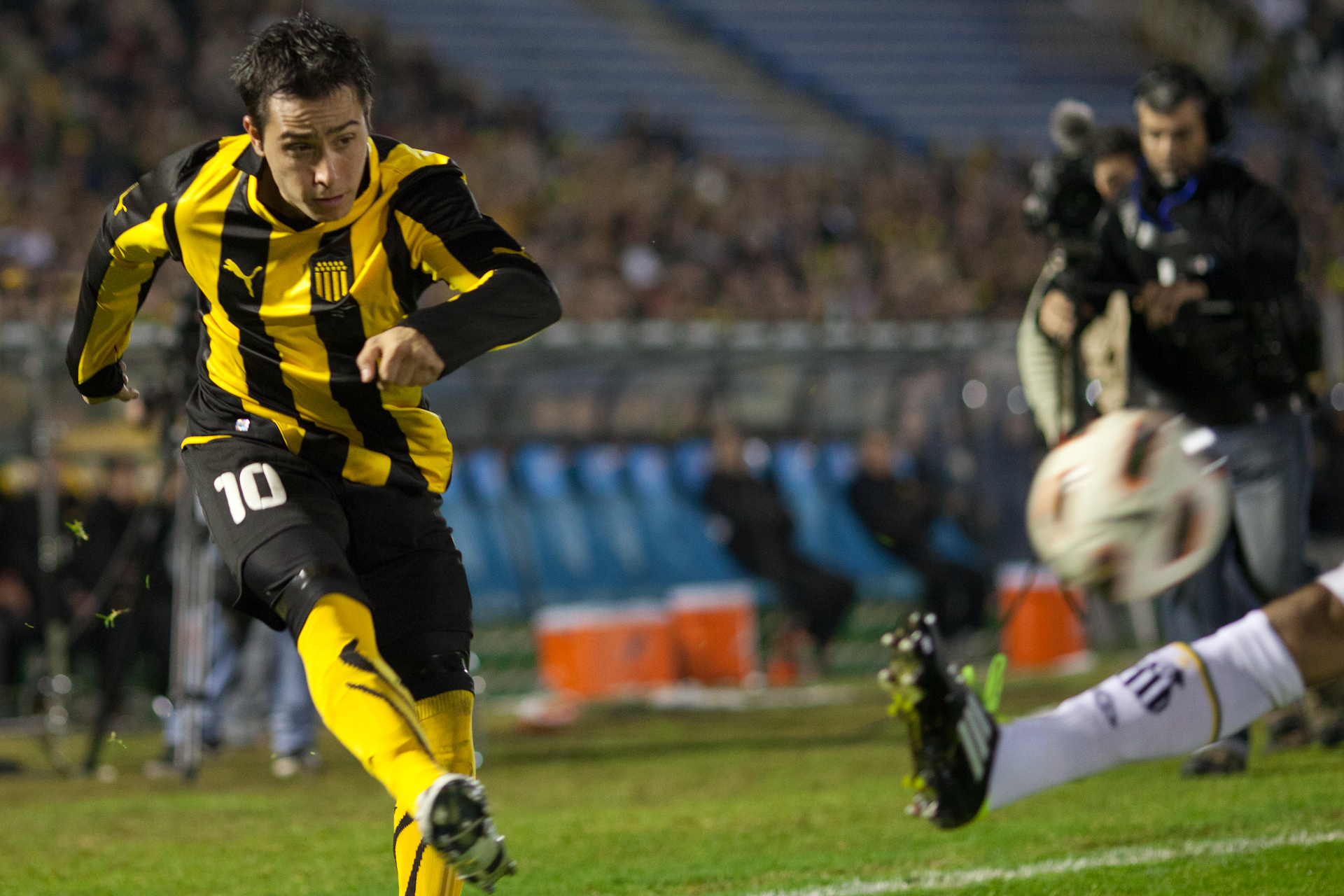
Alejandro Martinuccio atuando na final da Libertadores, contra o, no Estádio Centenário.

Após suas boas atuações pelo clube uruguaio, Martinuccio despertou interesse de vários clubes, entre eles, Palmeiras, Fluminense, Roma e Udinese.

### Fluminense
Em julho de 2011, Martinuccio assinou um pré-contrato com o Palmeiras. Porém, dias depois, acabou acertando com o Fluminense, numa transferência que gerou muita polêmica. O Fluminense obteve 50% dos direitos federativos do atleta, ao preço de aproximadamente 1 milhão de dólares (R$ 1,6 milhões).
| “ | Chegar ao Fluminense é um passo muito importante na minha carreira. Estou feliz por defender esse clube e atuar no melhor futebol do mundo. Sei que o Fluminense é o atual campeão brasileiro, com uma torcida enorme. Darei meu máximo para conquistar títulos. | ” |

Em 14 jogos pela equipe tricolor no Campeonato Brasileiro, Martinuccio converteu apenas 1 gol, em uma partida contra o Avaí.
Com contrato até 18 de julho de 2015, o jogador não teve seu contrato renovado pelo Fluminense, ficando livre para procurar outro clube.

### Villarreal
No dia 31 de janeiro de 2012, o Villarreal, da Espanha, anunciou um acordo com o Fluminense pelo empréstimo do atacante argentino. O jogador atuou em 13 partidas na temporada e marcou seu único gol pelo Submarino Amarelo em partida contra o Zaragoza, pela 26ª rodada do Campeonato Espanhol.

### Cruzeiro

#### 2012
Em julho de 2012, foi emprestado pelo Fluminense ao Cruzeiro, para a disputa do Brasileirão 2012. Porém, nos exames médicos, foi detectada uma lesão óssea. Após se recuperar, finalmente assinou o contrato. Estreou no dia 29 de setembro, no empate sem gols com o Internacional, em Varginha.
Em 13 de outubro de 2012, fez sua estreia como titular no Campeonato Brasileiro, em um jogo contra o Flamengo. Ele recebeu a bola na entrada da área e lançou para Everton empatar o jogo em 1 a 1 no Engenhão.. No jogo anterior, contra a Portuguesa, saiu do banco de reservas para dar sua primeira assistência para gol.Fez seu primeiro gol pelo Cruzeiro em 18 de outubro de 2012, contra o Corinthians, recebendo o passe de seu companheiro Souza e tocou por cima do goleiro Cássio, fazendo 2 a 0 para o Cruzeiro, e também dando uma assistência para o primeiro gol de Anselmo Ramon, sendo também considerado o destaque da partida.Fez dois gols em 11 de novembro, contra o Bahia e deu a vitória de virada por 3 a 1 no Independência.Martinuccio fez um gol no clássico contra o Atlético Mineiro, em que o Cruzeiro perdeu o jogo por 3 a 2.Em 23 de novembro, disse que pretendia continuar no time até 2013.O Cruzeiro tem 20% dos direitos de Martinuccio. O contrato do atacante expira em julho de 2013, mas a opção de antecipar a comprar dos direitos econômicos do atleta não é descartada pela cúpula cruzeirense.

#### 2013
O Cruzeiro acertou no final da tarde do dia 8 de julho, o empréstimo de mais um ano do atacante Martinuccio junto ao Fluminense. O jogador permanecerá na Toca da Raposa até julho de 2014, quando encerra o vínculo do argentino com o clube carioca.

### Coritiba
No dia 25 de junho de 2014, foi anunciado seu empréstimo ao Coritiba, até o final da temporada.Pelo clube paranaense, realizou 15 partidas e marcou 2 gols.

### Chapecoense
No inicio de 2016, quase acertou com a Ponte Preta, mas foi reprovado nos exames médicos. Após alguns dias se tratando no Corinthians, finalmente acertou com a Chapecoense.
Marcou seu primeiro gol pela Chapecoense em jogo contra o Internacional, marcando o gol da vitória por 1 a 0, na Arena Condá.Por causa de uma nova lesão, Martinuccio perdeu o Voo LaMia 2933, que caiu perto de Medellín, onde 71 pessoas morreram.
Em 2 de março de 2017, foi dispensando pela Chapecoense.

### Retorno ao Nueva Chicago
Após ser dispensado pela Chapecoense, voltou ao futebol argentino para jogar a segunda divisão pelo Nueva Chicago, seu clube de origem. Marcou seu primeiro gol no clássico contra o All Boys, pela terceira rodada da Primera B Nacional.Em sua segunda passagem, disputou 7 jogos e marcou dois gols.

### Avaí
Para a temporada de 2018, Martinuccio voltou ao Brasil para atuar pelo Avaí. A contratação do atleta foi anunciada no dia 29 de dezembro de 2017, por meio do Twitter oficial do clube. Nesta temporada o time do estado de Santa Catarina disputa o Campeonato Estadual, a Copa do Brasil e a Série B do Campeonato Brasileiro.Marcou seu primeiro no clássico contra o Joinville, na vitória do Avaí por 2–1, válido pela segunda rodada do Campeonato Catarinense.

### CD Móstoles
Em agosto de 2018, Martinuccio acertou com o CD Móstoles, da terceira divisão do Campeonato Espanhol.

## Estatísticas
Atualizado até 14 de outubro de 2018.

### Clubes
| Clube             | Temporada         | Campeonato nacional | Campeonato nacional | Campeonato nacional | Copa nacional[a] | Copa nacional[a] | Copa nacional[a] | Competições continentais[b] | Competições continentais[b] | Competições continentais[b] | Outros torneios[c] | Outros torneios[c] | Outros torneios[c] | Total | Total | Total   |
| Clube             | Temporada         | Jogos               | Gols                | Assist.             | Jogos            | Gols             | Assist.          | Jogos                       | Gols                        | Assist.                     | Jogos              | Gols               | Assist.            | Jogos | Gols  | Assist. |
| ----------------- | ----------------- | ------------------- | ------------------- | ------------------- | ---------------- | ---------------- | ---------------- | --------------------------- | --------------------------- | --------------------------- | ------------------ | ------------------ | ------------------ | ----- | ----- | ------- |
| Nueva Chicago     | 2007–08           | 8                   | 0                   | 0                   | –                | –                | –                | –                           | –                           | –                           | –                  | –                  | –                  | 8     | 0     | 0       |
| Nueva Chicago     | 2008–09           | 9                   | 9                   | 0                   | –                | –                | –                | –                           | –                           | –                           | –                  | –                  | –                  | 9     | 9     | 0       |
| Nueva Chicago     | Total             | 17                  | 9                   | 0                   | –                | –                | –                | –                           | –                           | –                           | –                  | –                  | –                  | 17    | 9     | 0       |
| Peñarol           | 2009–10           | 32                  | 8                   | 12                  | –                | –                | –                | –                           | –                           | –                           | –                  | –                  | –                  | 32    | 8     | 12      |
| Peñarol           | 2010–11           | 23                  | 6                   | 6                   | –                | –                | –                | 17                          | 3                           | 4                           | –                  | –                  | –                  | 40    | 9     | 10      |
| Peñarol           | Total             | 55                  | 14                  | 18                  | –                | –                | –                | 17                          | 3                           | 4                           | –                  | –                  | –                  | 72    | 17    | 22      |
| Fluminense        | 2011              | 14                  | 1                   | 1                   | –                | –                | –                | –                           | –                           | –                           | –                  | –                  | –                  | 14    | 1     | 1       |
| Fluminense        | 2012              | –                   | –                   | –                   | –                | –                | –                | –                           | –                           | –                           | 1                  | 0                  | 0                  | 1     | 0     | 0       |
| Fluminense        | Total             | 14                  | 1                   | 1                   | –                | –                | –                | –                           | –                           | –                           | 1                  | 0                  | 0                  | 15    | 1     | 1       |
| Villarreal        | 2011–12           | 13                  | 1                   | 0                   | –                | –                | –                | –                           | –                           | –                           | –                  | –                  | –                  | 13    | 1     | 0       |
| Villarreal        | Total             | 13                  | 1                   | 0                   | –                | –                | –                | –                           | –                           | –                           | –                  | –                  | –                  | 13    | 1     | 0       |
| Cruzeiro          | 2012              | 10                  | 4                   | 3                   | –                | –                | –                | –                           | –                           | –                           | –                  | –                  | –                  | 10    | 4     | 3       |
| Cruzeiro          | 2013              | 7                   | 0                   | 1                   | 2                | 0                | 0                | –                           | –                           | –                           | –                  | –                  | –                  | 9     | 0     | 1       |
| Cruzeiro          | 2014              | 1                   | 0                   | 0                   | –                | –                | –                | –                           | –                           | –                           | –                  | –                  | –                  | 1     | 0     | 0       |
| Cruzeiro          | Total             | 18                  | 4                   | 4                   | 2                | 0                | 0                | –                           | –                           | –                           | –                  | –                  | –                  | 20    | 4     | 4       |
| Coritiba          | 2014              | 13                  | 2                   | 1                   | 2                | 0                | 0                | –                           | –                           | –                           | –                  | –                  | –                  | 15    | 2     | 1       |
| Coritiba          | Total             | 13                  | 2                   | 1                   | 2                | 0                | 0                | –                           | –                           | –                           | –                  | –                  | –                  | 15    | 2     | 1       |
| Chapecoense       | 2016              | 8                   | 1                   | 2                   | 2                | 0                | 0                | –                           | –                           | –                           | –                  | –                  | –                  | 10    | 1     | 2       |
| Chapecoense       | 2017              | –                   | –                   | –                   | –                | –                | –                | –                           | –                           | –                           | 4                  | 0                  | 0                  | 4     | 0     | 0       |
| Chapecoense       | Total             | 8                   | 1                   | 2                   | 2                | 0                | 0                | –                           | –                           | –                           | 4                  | 0                  | 0                  | 14    | 1     | 2       |
| Nueva Chicago     | 2017–18           | 7                   | 2                   | 0                   | –                | –                | –                | –                           | –                           | –                           | –                  | –                  | –                  | 7     | 2     | 0       |
| Nueva Chicago     | Total             | 7                   | 2                   | 0                   | –                | –                | –                | –                           | –                           | –                           | –                  | –                  | –                  | 7     | 2     | 0       |
| Avaí              | 2018              | 1                   | 0                   | 0                   | 2                | 0                | 0                | –                           | –                           | –                           | 14                 | 2                  | 0                  | 17    | 2     | 0       |
| Avaí              | Total             | 1                   | 0                   | 0                   | 2                | 0                | 0                | –                           | –                           | –                           | 14                 | 2                  | 0                  | 17    | 2     | 0       |
| Total na Carreira | Total na Carreira | 146                 | 34                  | 26                  | 8                | 0                | 0                | 17                          | 3                           | 4                           | 19                 | 2                  | 0                  | 190   | 39    | 30      |

- a. ^ Jogos da Copa do Brasil
- b. ^ Jogos da Copa Sul-Americana e Copa Libertadores da América
- c. ^ Jogos amistosos, Campeonato Carioca, Campeonato Catarinense e Primeira Liga

## Títulos
Peñarol
- Campeonato Uruguaio: 2009–10

Cruzeiro
- Campeonato Brasileiro: 2013[33] e 2014
- Campeonato Mineiro: 2014

Chapecoense
- Copa Sul-Americana: 2016[34]